# Chresiona invalida
Chresiona invalida là một loài nhện trong họ Amaurobiidae.
Loài này thuộc chi Chresiona. Chresiona invalida được Eugène Simon miêu tả năm 1898.